# The F.A. Premier League Football Manager 2001
The FA Premier League Football Manager 2001 je nogometna menadžment videoigra, treća u Premier League Football Manager serijalu. Njen proizvođač i izdavač je Electronic Artsov je EA Sports. Igra je izdana u rujnu 2000.

## Vanjske poveznice
- 3D Gamers - The FA Premier League Football Manager 2001